# 리슬링
리슬링은 독일의 라인강이 원산지인 청포도 품종이다. 향이 다채로운 포도 품종으로 향수와 같은 꽃 향기를 가지고 있으며 산도 또한 매우 높기 때문에 숙성 잠재력이 높은 백포도주를 만들 수 있다. 리슬링으로 드라이하거나 중간 정도의 당도, 혹은 매우 단 와인을 만들 수 있을 뿐 아니라 스파클링 화이트 와인도 양조할 수 있다. 좋은 빈티지의 포도로 잘 양조된 와인의 경우 스모키하거나 꿀과 같은 아로마를 가진다. 본래의 향기가 강하므로 오크숙성은 보통 하지 않는다. 2004년 통계에 따르면 리슬링은 약 48,700 헥타르에서 재배되며, 이는 세계에서 20번째로 많이 재배되는 것이다. 와인의 퀄리티면에서는 샤르도네, 소비뇽 블랑과 함께 세계 3대 화이트 와인으로 분류된다.
리슬링은 포도가 재배된 지역에 따라서 그 특성이 매우 달라지기 때문에 ‘테루아르를 매우 잘 반영한다고 할 수 있다. 독일과 같이 매우 추운 기후에서 재배된 리슬링은 사과나무의 향을 많이 띠게 되며 산도가 상대적으로 높으며, 일부 잘 숙성된 독일 리슬링의 경우 석유와 같은 향이 나기도 한다. 오스트리아나 알자스와 같이 따뜻한 기후에서 늦게 익는 경우는 좀 더 시트러스하고 복숭아와 같은 향을 가질 수 있다. 오스트레일리아 남부의 클레어와 에덴 벨리에서 재배되는 리슬링의 경우 조금 더 라임과 같은 향을 띤다.
2006년에 리슬링은 독일에서 가장 많이 재배되는 품종이었는데, 총 포도밭의 면적은 21,197 헥타르로 총 포도 생산량의 20.8%를 차지했다. 또한 프랑스의 알자스 지역에서도 가장 많이 재배되는 품종이었으며, 3,350 헥타르로 21.9%를 차지했다. 리슬링이 주로 재배되는 지역은 독일의 모젤, 라인아후, 나이헤, 팔츠 지역이 있다. 뿐만 아니라 오스트레일리아, 세르비아, 체코, 슬로바키아, 룩셈부르크, 이탈리아 북부, 오스트리아, 뉴질랜드, 캐나다, 남아프리카 공화국, 중국, 우크라이나, 워싱턴, 캘리포니아, 미시간, 뉴욕에서도 재배된다.

## 역사

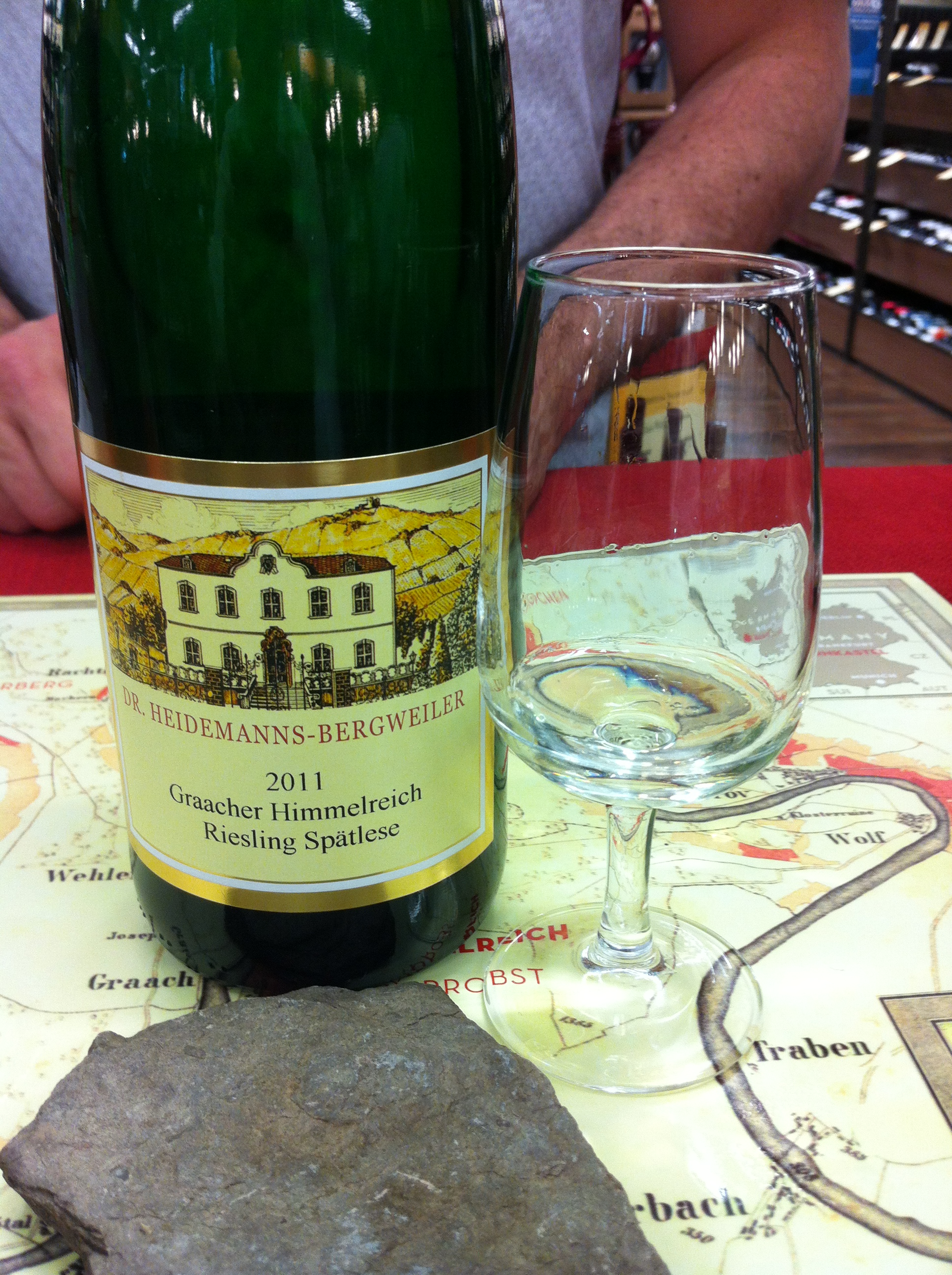
모젤 지역의 스페틀레제 리슬링

리슬링은 오랜 역사를 가지고 있으며, 15세기에 작성된 관련 문헌들이 있다. 발견된 가장 최초의 문헌은 1435년 3월 13일 뤼셀스하임(Rüsselsheim) 카체넬른보겐(Katzenelnbogen)의 Count John IV가 작성한 것으로, "22 ß umb seczreben Rießlingen in die wingarten"(포도밭에서 수확된 22개의 리슬링 포도 나무 재고 장부)였다. 여기서 Rießlingen이라는 단어가 여러 차례 반복되었으며, 오늘날 우리가 알고 있는 리슬링(Rieslng)은 1522년 Hieronymus Bock이 집필한 ‘Herbal’에 최초로 등장한다.
1348년 만들어진 알자스의 킨츠하임 지역의 지도에는 zu dem Russelinge이라는 표현이 있으나, 이것이 포도 품종을 표시한 것인지는 명확하지 않다. 하지만 1477년 알자스 지역에서 발견된 문헌에 의하면 리슬링(Resiling)이 ‘Rissling’이라고 표기되어 있다.오스트리아의 바하우 지역에는 Ritzling이라고 불리는 조그마한 개울이 있는데, 이는 또한 포도밭의 이름이기도 하다. 하지만 이것의 연관성에 대한 문헌은 남아 있지 않다.

## 혈통
리슬링은 독일 라인 지역에서 자라던 야생 포도로부터 기원되었다고 알려져 있다. 최근 Ferdinand Regner가 진행한 DNA 검사에 의하면 리슬링의 모본 중 하나는 구아이스 블랑(Gouais blanc, 독어로는 Weißer Heunisch)이라는 포도 품종으로, 오늘날은 잘 재배되지 않지만 예전 중세 시대 때는 독일과 프랑스에 널리 퍼져 있었다. 또 다른 모본은 트라미네르(Traminer)라는 야생 포도이다. 때문에 리슬링은 두 포도 품종이 모두 잘 자랐던 라인 계곡의 어딘가에서 탄생했을 것이라고 추측된다. 다른 가설 중 하나는 이전에 붉은 껍질을 가진 선대 리슬링이 있었다는 것인데 이는 검증되지는 않았다. 실제로 피노 누아와 피노 그리 품종의 색은 완전 다르지만 유전적인 차이는 매우 경미하다.

### 클론
리슬링의 유전자변형종(클론)은 다양하며 약간씩 다른 특성을 가지고 있다. 독일에서만 약 60 종의 클론이 있으며 그 중에서도 가장 유명한 것들은 슐로스 요하네스버그(SchlossJohannisberg) 포도밭에서 만들어졌다. 대부분 다른 국가들은 리슬링 클론을 독일에서 수입해오지만 때때로는 자체적으로 변종을 만들기도 한다.

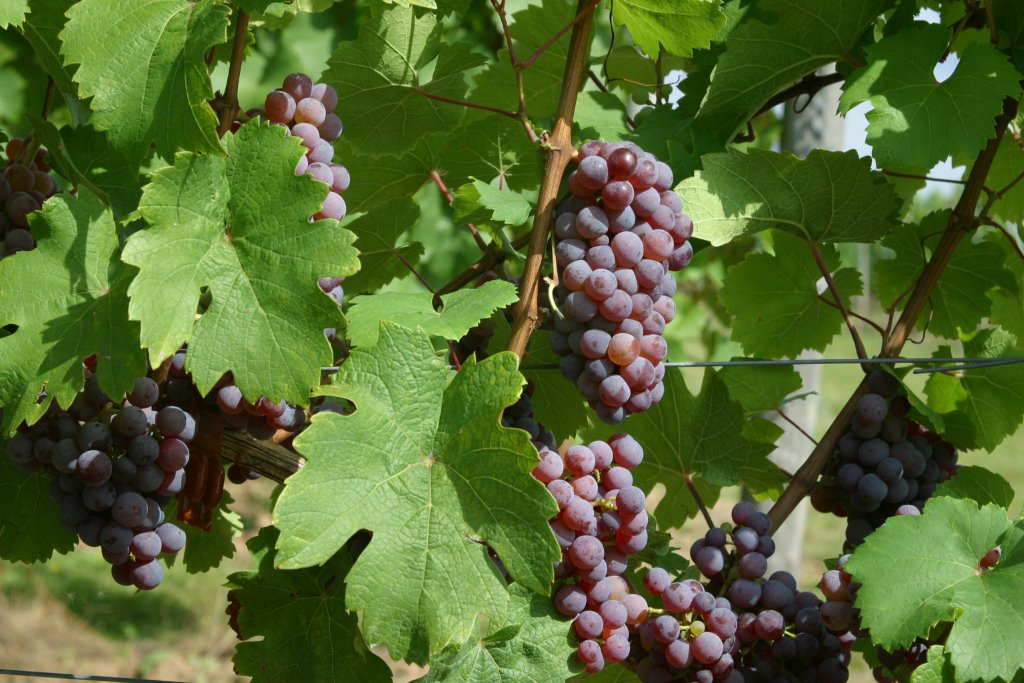
레드 리슬링

### 레드 리슬링
최근 주목을 받고 있는 것 중 레드 리슬링이라는 것이 있다. 이름에서 추측할 수 있듯, 이것은 붉은색 껍질을 가진 리슬링의 클론인데 사실 여전히 청포도 품종이다. 일반적으로 이것이 하얀 리슬링의 변종이라고 생각되고 있지만, 일부 전문가들은 오히려 레드 리슬링이 변형되어 흰 리슬링이 탄생했을 것이라는 견해를 제시하기도 한다. 매우 적은 양의 레드 리슬링이 독일과 오스트리아에서 재배되고 있다. 2006년 라인가우의 Fritz Allendort 양조장이 최초로 상업적 목적으로 레드 리슬링을 재배하기 시작했다.

## 양조
리슬링 품종은 수확할 시점에서 껍질의 훼손을 방지하기 위해 매우 특별히 취급된다. 이러한 관리가 없을 경우 껍질에서 추출된 타닌이 과즙으로 들어가게 되고 와인의 맛과 향의 균형을 파괴하게 된다. 가장 “신선한” 상태의 와인을 양조하기 위해 포도와 과즙은 양조 과정에서 냉각되기도 한다. 수확 직후 포도를 냉각시킴으로써 보관기간을 늘릴 수 있다. 또한 bladder press 이후 발효 되기 직전에도 냉각될 수 있다. 발효 과정에서 와인은 스테인리스 발효조에 약 10~18 °C 로 보관되는데, 이는 약 24~29 °C에서 발효되는 레드 와인과 차이를 보인다.
샤르도네와는 달리 대부분의 리슬링은 유산 발효 과정을 거치지 않기 때문에, 산도가 높은 특성을 유지할 수 있다. (소비뇽 블랑, 피노 그리지오 또한 동일한 이유로 유산 발효하는 경우가 적음) 리슬링은 때로 cold stabilization 과정을 거치게 되는데, 이는 와인을 냉각점보다 조금 높은 온도에서 보관하는 것이다. 이 온도에서 보관된 와인에서는 타르타르산이 결정화되어 와인에 침전물로 가라앉기도 한다. 이후 와인을 한 번 더 여과함에 따라 타르타르산이 병에 침전되는 것을 방지할 수 있다. (주석산염, 와인 다이아몬드라고 불린다)

### 귀부병

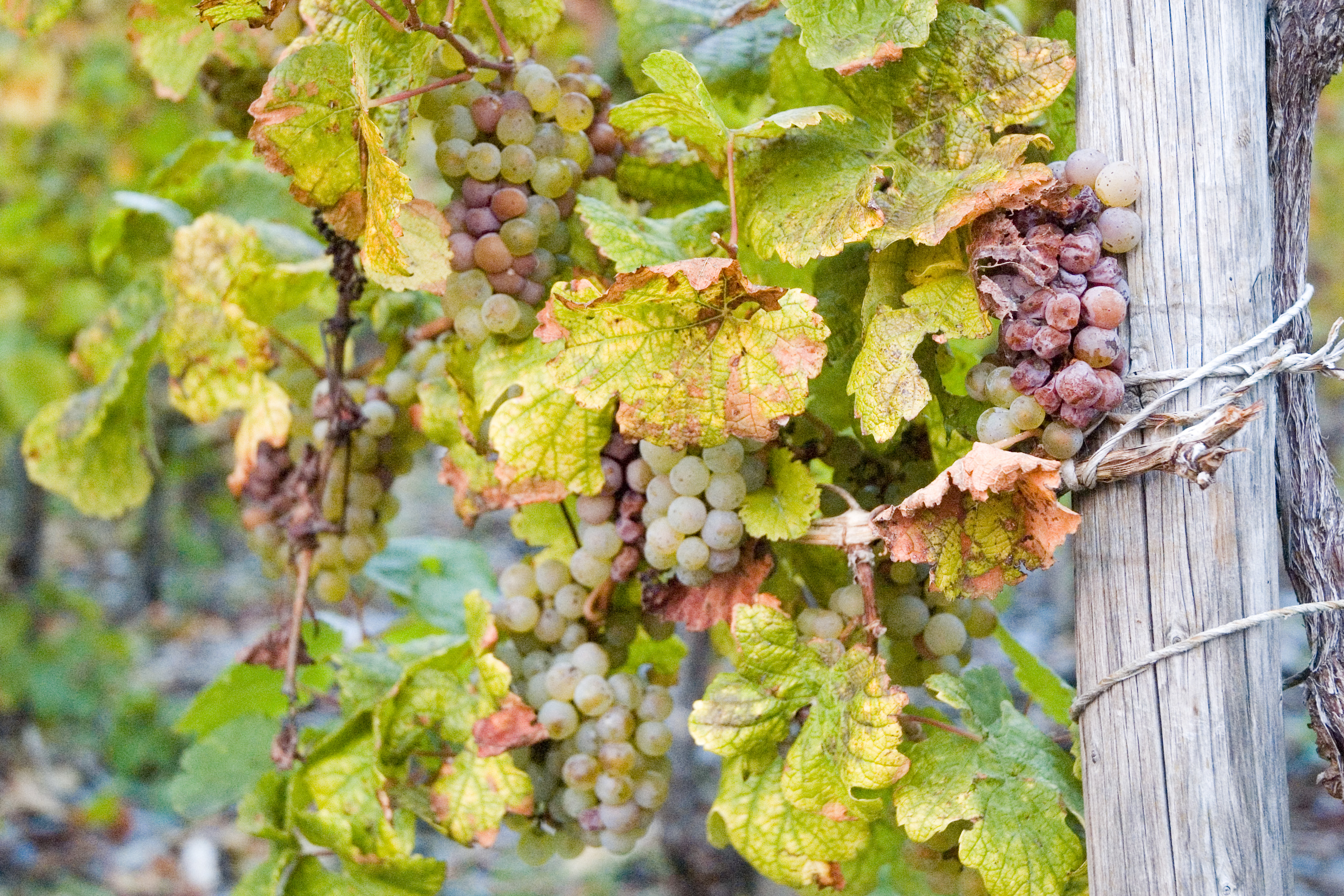
귀부병에 걸린 리슬링 포도

리슬링 품종으로 만들 수 있는 가장 값비싼 와인은 디저트 와인으로, 일반적인 시기에 대비하여 늦게 수확한 포도를 이용하여 양조한 것이다. 보트리스 시네라(귀부병)이라는 곰팡이에 의해 포도의 수분이 증발하거나, 포도가 낮은 온도에서 얼어 수분이 제거될 수 있다. 이 경우 와인의 당도와 산도가 높아지면 맛이 강해지고 더 복합미를 띠게 된다. 이 경우 가장 숙성 잠재력이 높은 화이트 와인을 양조할 수 있다. 이와 같은 귀부병의 효능은 18세기 후반 독일의 슐로스 요하네스베르그에서 발견되었다.

## 숙성 잠재력

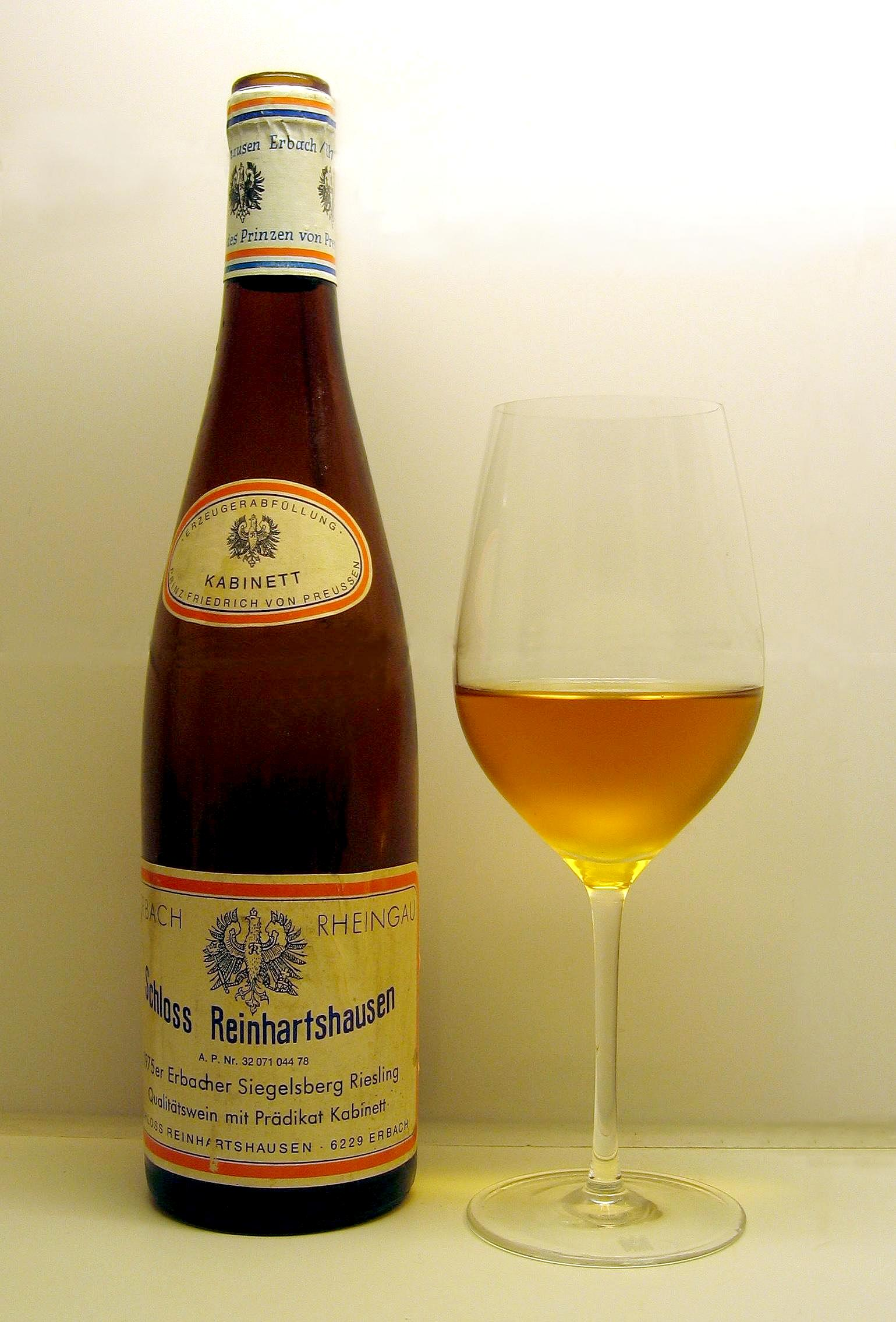
1975년 빈티지의 리슬링

리슬링 와인은 대체로 양조 후 오랜 시간이 지나지 않아 시음적기를 맞는데, 이 때 청사과, 자몽, 복숭아, 꿀, 장미, 잔디 등의 다양한 아로마를 띄게 되며 높은 산도에 의해 크리스피한 맛을 내게 된다. 하지만 높은 산도에 의해 리슬링의 숙성 잠재력은 높다. 독일의 트로켄베렌아우슬레제(Trockenberenauslese)와 같은 단 리슬링 와인의 경우 높은 당 함량에 의해 더 장기로 보관될 수 있다. 그럼에도 불구하고 매우 품질이 좋은 드라이한 리슬링의 경우 100년 지나도 마시기 좋은 것들이 있다.독일 브레멘의 시청에는 다양한 독일 와인들이 보관되어 있는데 심지어 1653년 빈티지의 리슬링도 있다.일반적인 숙성 잠재력은 드라이 리슬링의 경우 5~15년, 중간 당도 리슬링의 경우 10~20년, 더 단 리슬링의 경우 10~30년 이상 수준이다.

## 리슬링 와인에서 나는 석유 향기
특정 리슬링 와인의 경우 강렬한 석유 향을 내는데, 이것은 때로 윤활유 혹은 고무 향으로도 표현되기도 한다. 오랫동안 숙성된 리슬링을 마셔온 사람들의 경우 이러한 석유 향을 즐기지만, 이를 마셔본 경험이 적은 사람이 이 향을 맡을 경우 당황할 수도 있다. 이와 같은 석유 냄새는 1,1,6-trimethyl-1,2-dihydronaphthalene (TDN)이라는 화학 물질 때문에 발현되는 것으로 알려져 있으며, 이것은 숙성과정에서 발생하는 카로티노이드 전구물질의 산성 가수분해에 의해 생성된다. 최초 전구물질의 농도에 따라서 TDN이 얼마나 생성될지 결정되며, TDN 양을 증가시키는 요소에는 아래와 같은 것들이 있다.
- 더 잘 익을수록 농도 증가 (늦은 수확)
- 태양에 많이 노출될 경우
- 물이 부족할수록
- 산도가 높을수록

이러한 석유의 향기는 복합미가 적은 신세계 와인과 대비하여 품질이 좋은 리슬링 와인의 특성 중 하나로 평가된다.

## 생산 지역
리슬링은 재배 지역(떼루아)의 특성을 가장 잘 반영하는 포도 품종으로 알려져 있으며, 점판이나 점토에서 잘 자란다.

### 독일
리슬링은 독일의 대표적인 포도 품종이며, 과일향과 미네랄적 특성이 잘 균형을 이룬 와인을 생산하는 것으로 유명하다. 일반적으로 독일에서 리슬링은 9월 말에서 11월 사이에 익으며 늦게 수확할 경우 1월 경에 딸 수 있다. 독일 리슬링은 일반적으로 다른 포도 품종과 블렌딩 하지 않고 오크 터치 또한 하지 않는다. 예외적으로 팔쯔(Pfalz)와 바덴(Baden) 지역의 경우 오크 숙성을 한다. 이 지역들의 경우 상대적으로 온화한 기후적 특성을 가지고 있어 알코올 도수가 높기 때문에 새 오크통에서 숙성할 경우 맛이 더 부드러워질 수 있기 때문이다. 리슬링은 초기엔 개별적인 향이 두드러지지만 10년 이상 숙성될수록 맛과 향이 더욱 조화로워진다.
독일 리슬링은 수확 시기에 따라 당도가 달라지는 주요한 특성을 가지고 있으며, 이를 측정하는 지표로 프레디카츠(prädikat) 기준이 있다. 와인 생산자에게 중요한 것은 산도와 유산, 시트러스의 특성을 가진 타르타르산의 균형을 적절히 유지하는 것이다. 특히 온도가 낮은 해의 경우 포도 재배자들은 포도가 익음에 따라 타르타르산의 농도가 더욱 높아지도록 11월까지 기다렸다가 수확을 한다.
양조장의 온도를 조절할 수 있는 과학 기술이 발달하기 전에, 독일 북부 지역의 추운 지역에서는 낮은 온도에 의해 발효가 중지되어 당도가 높고 알코올 함량이 낮은 와인들이 생산되었다. 지역적 전통에 의해, 모젤(Mosel) 지역에서는 와인을 길고 훌쭉한 녹색 병에 담았다. 라인 지역의 경우 동일한 형태이나 갈색의 병을 주로 사용하여 와인을 보관하였다.
또한 리슬링으로는 젝트(Sekt)라고 불리는 독일산 스파클링 와인을 만들 수 있다. 독일의 리슬링으로는 단 와인부터 아주 드라이한 스타일의 와인 또한 만들 수 있으며 늦게 수확할수록 더 단 스위트 디저트 와인을 만들 수 있으며 이것은 베렌아우슬레제(berenauslese; BA) 혹은 트로켄베렌아우슬레제(trockenberenauslese; TBA) 클래스로 분류된다.

### 알자스

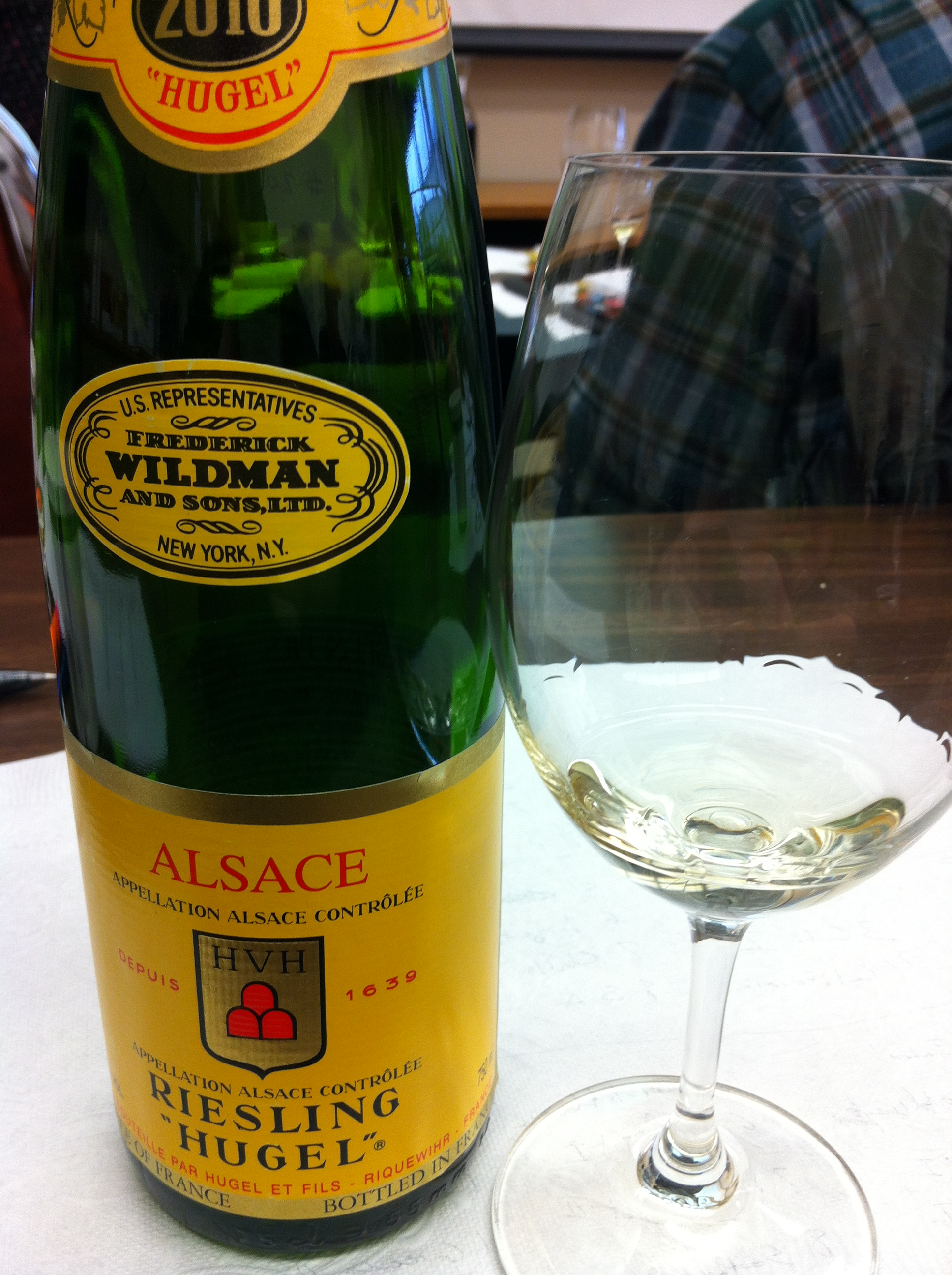
알자스 지역의 리슬링

Lorraine의 문헌에 의하면 알자스 지역에 리슬링이 재배되기 시작한 것은 1477년이다. 무스켓, 게뷔르츠트라미너, 피노그리와 함께 리슬링은 알자스 그랑 크뤼의 대표적 품종이다. 오늘날 약 1/5의 알자스 포도밭에서 리슬링이 재배되고 있으며 특히 그 중에서도 오랭(Haut-Rhin) 지역에서 재배되는 리슬링의 경우 독일 리슬링과 매우 다른 특성을 가지고 있다. 이것은 알자스 지역의 토양이 좀더 칼슘함량이 높은 점토층이기도 하며, 와인 양조 스타일이 다르기 때문이기도 하다. 알자스 지역의 경우 프렌치 오크통을 사용하는 것을 더 선호하며, 오랜 시간 동안 오크 배럴이나 스테인리스 탱크에서 숙성시키기 때문에 상대적으로 맛이 더 부드럽다. 독일 법과는 달리, 알자스의 리슬링들은 당을 첨가하는 것이 합법적이기 때문에 해당 방식으로 알코올 함량을 높일 수 있다.
다른 알자스 와인과 달리, 리슬링은 숙성 잠재력이 높은 편이나 그 중 대부분은 첫 해에 마시는 것이 가장 좋다. 알자스의 리슬링은 아주 드라이하고 맑은 산도를 가지고 있으며, 혀를 오그라들게 만드는 두꺼운 바디감을 가지고 있다. 특히 품질이 좋은 것들은 20년 이상 숙성될 수 있다.

### 오스트레일리아와 뉴질랜드
1838년 William Macarthur은 뉴사우스웨일즈(New South Wales) 인근의 Penrith에 리슬링을 심었으며, 1990년 초 샤르도네가 제일 인기있는 품종이 되기 전까지 가장 많이 재배되던 품종이었다. 그레이트서던(Great Southern), 클레어 밸리(Clare Valley) 중에서도 Watervale(워터배일) 지역과 상대적으로 시원한 에덴 밸리(
Eden Valley) 등이 대표적인 재배 지역이다. 오스트레일리아의 온화한 기후에서 포도 껍질은 두꺼워지는데, 어떤 경우에는 독일 품종보다 7배나 두꺼운 포도가 재배되기도 한다. 또한 토양 특성에 따라 토스티하고 벌집, 그리고 라임과 같은 맛과 향이 발현된다. 일반적으로 오스트레일리아의 리슬링은 스테인리스 발효조에서 낮은 온도로 무산소 환경에서 발효되며, 상대적으로 빨리 병입한다.
오스트레일리아의 리슬링은 오일리한 질감과 시트러스 계열 과일 향을 가지고 있는데, 이것은 숙성됨에 따라 점차 균형을 이루게 된다. 귀부병에 걸린 리슬링의 경우 당도가 훨씬 높아짐에 따라 레몬 마멀레이드와 같은 풍미를 띠게 된다.
뉴질랜드에서는 상대적으로 서늘한 기후인 말버로(Marlborough) 지역과 늦은 수확에 적합한 넬슨(Nelson) 지역에서 1970년대부터 리슬링이 재배되기 시작했다. 오스트레일리아 리슬링과 대비하여 뉴질랜드의 리슬링은 좀더 가볍고 섬세한 맛을 가졌으며 드라이한 스타일부터 단 스타일까지 종류가 다양하다.

### 미국
19세기 후기에 독일인들은 리슬링 요하네스버그 리슬링(Johannisberg Riesling)이라는 이름으로 수출하기 시작했다. 뉴욕의 핑거레이크(Finger Lakes) 지역은 최초로 리슬링이 재배되기 시작한 지역이며, 1857년부터 캘리포니아 1871년부터 워싱턴 주에서도 리슬링이 재배되었다. 뉴욕의 리슬링은 상대적으로 라이트한 바디에 부드러운 맛을 가지고 있다. 또한 이 지역에서는 리슬링으로 아이스와인을 만들기도 한다.
캘리포니아의 경우 샤르도네가 훨씬 인기 있어, 리슬링은 상대적으로 잘 재배되지 않는다. 그럼에도 불구하고 늦은 수확으로 만들어질 수 있는 리슬링 디저트 와인은 아주 품질이 좋다고 알려져 있다. 이러한 와인들은 앤더슨(Anderson)과 알렉산더(Alexander) 밸리에서 양조되며, 이 지역은 기후 상 귀부병이 잘 발병하는 곳이다. 캘리포니아 지역의 리슬링은 좀더 부드럽고 바디감이 있으며, 독일의 리슬링에 비해 더 다양한 향이 난다.

## 음식과 매칭
리슬링은 당도와 산도의 균형을 잘 이룬 와인이기 때문에 다양한 음식과 매칭될 수 있다. 이것은 흰살 생선 혹은 돼지고기, 또한 맵거나 강한 향을 가진 태국이나 중국 음식과도 잘 어울린다. 리슬링의 대표적인 향에는 꽃, 열대과일, 미네랄 돌(절판, 석영 등), 그리고 휘발유가 있다. 리슬링은 새로운 오크통에서는 발효되지 않기 때문에 바디감이 가볍고, 이 때문에 다양한 음식과 매칭시키기 좋다. 특히 산도와 당도가 높은 리슬링의 경우 염분 함량이 높은 음식들과 잘 어울릴 수 있다. 일반적으로 리슬링은 약 11°C 의 온도에서 서빙되며, 상대적으로 단 리슬링의 경우 보다 높은 온도에서 마시기 좋다.

## 명명법
이름에 ‘리슬링’이 포함되어 있지만 실제로 리슬링과 무관한 포도 품종들이 있으며, 예는 아래와 같다.
Welschriesling: 오스트리아, 크로아티아, 체코, 헝가리, 로마니아에서 잘 자라는 품종이나 실제로는 리슬링이 아님
Schwarzriesling: 피노 뮈니에르(Pinot Meunier)로, 샴페인을 만드는 포도 품종이다.
Cape Riesling: 남아프리카식 이름으로, 이는 프랑스 포도 품종인 Crouchen이다.
Gray Riesling: Trousseau gris 품
White Riesling: 이것이 실제 리슬링이며, 이는 Johannisberg Riesling, 혹은 Rhine Riesling 이라고도 불린다. 또 다른 동의어에는 아래와 같은 것들이 있다.
Beregi Riesling, Beyaz Riesling, Biela Grasevina, Dinca Grasiva Biela, Edelriesling, Edle Gewuerztraube, Feher Rajnai, Gentil Aromatique, Gentile Aromatique, Gewuerzriesling, Gewuerztraube, Graefenberger, Graschevina, Grasevina Rajnska, Grauer Riesling, Grobriesling, Hochheimer, Johannisberg, Johannisberger, Karbacher Riesling, Kastellberger, Kis Rizling, Kleigelberger, Kleiner Riesling, Kleinriesler, Kleinriesling, Klingelberger, Krauses, Krausses Roessling, Lipka, Moselriesling, Niederlaender, Oberkircher, Oberlaender, Petit Rhin, Petit Riesling, Petracine, Pfaelzer, Pfefferl, Piros Rajnai Rizling, Pussilla, Raisin Du Rhin, Rajinski Rizling, Rajnai Rizling, Rajnski Ruzling, Rano, Reichsriesling, Reissler, Remo, Rendu, Reno, Renski Rizling, Rezlik, Rezlin, Rezlink, Rhein Riesling, Rheingauer, Rheinriesling, Rhiesling, Riesler, Riesling bianco, Riesling blanc, Riesling De Rhin, Riesling Echter Weisser, Riesling Edler, Riesling Gelb Mosel E43, Riesling Giallo, Riesling Grosso, Riesling Gruener Mosel, Riesling Mosel, Riesling Reinskii, Riesling Rhenan, Riesling Rhine, Rieslinger, Rislinenok, Rislinok, Rizling Linner, Rizling Rajinski, Rizling Rajnai, Rizling Rajnski, Rizling Reinskii, Rizling Rynsky, Roessling, Rohac, Rossling, Rosslinger, Ruessel, Ruessling, Russel, Ryn-Riesling, Ryzlink Rynsky, Starosvetske, Starovetski, Szürke Rizling, Uva Pussila, Weisser Riesling